# 매슈 비리르
매슈 키프로티치 비리르(Matthew Kiprotich Birir, 1972년 7월 2일 ~ )는 전 케냐의 육상 선수이자, 1992년 바르셀로나 올림픽 3000m 장애물경주 금메달리스트였다.
엘다마 라비네에서 태어나 많은 케냐의 최대 선수들을 배출한 이텐에 있는 유명한 세인트 패트릭 고등학교에 수학하면서 육상을 시작하였다.
1992년 바르셀로나 올림픽에서 주요 우승 후보자는 같은 국적의 패트릭 상이었으며, 결승전에서 케냐에게 모든 메달이 주어지는 것이 곧 입증되었다. 마지막 바퀴에서 20세의 비리르가 상을 앞질러 0.69초 앞서면서 금메달을 획득하였다.
1993년 세계 육상 선수권 대회에서 이탈리아의 알레산드로 람브루스키니에게 밀려 4위를 하다가, 3년 후 애틀랜타 올림픽에서도 둘 사이의 같은 결과가 되풀이되었다.